# Шателгијон
Шателгијон (фр. Châtelguyon) насеље је и општина у централној Француској у региону Оверња, у департману Пиј де Дом која припада префектури Риом.
По подацима из 2011. године у општини је живело 6239 становника, а густина насељености је износила 443,74 становника/km². Општина се простире на површини од 14,06 km². Налази се на средњој надморској висини од 400 метара (максималној 721 m, а минималној 374 m).

## Демографија
| 1962. | 1968. | 1975. | 1982. | 1990. | 1999. | 2011. |
| ----- | ----- | ----- | ----- | ----- | ----- | ----- |
| 3.335 | 3.652 | 3.530 | 4.386 | 4.743 | 5.241 | 6.239 |

График промене броја становника у току последњих година